# Drie stukken voor orkest (Bainton)
Edgar Bainton componeerde zijn Drie stukken voor orkest gedurende 1916 tot 1918.

## Geschiedenis
De Drie stukken zijn gecomponeerd tijdens het verblijf van Bainton in een Duits interneringskamp. Bainton bevond zich tijdens het uitbreken van de Eerste Wereldoorlog in Duitsland, waar hij op weg was naar de Bayreuther Festspiele. Hij mocht echter gezien zijn leeftijd, hij kon opgeroepen worden om tegen de Duitsers te vechten, niet terug naar Engeland. Bainton kreeg van de Duitsers de gelegenheid leiding te geven aan het muziekleven in het kamp. Deze drie stukken werden geschreven als opvulmuziek bij een opvoering van The Merry Wives of Windsor en Twelfth Night. Later (1918-1920 bewerkte Bainton ze tot een soort suite.
Aan de muziek is niet te horen dat (de basis voor) het werk geschreven is gedurende een oorlog. Het is uiterst fijnzinnige muziek met oog voor details. Bainton was niet iemand van het grote gebaar. De muziek kabbelt rustig voort; deel 3 is iets uitbundiger.

## Delen
1. Elegie
2. Intermezzo
3. Humoreske

De elegie werd gebruikt als inleiding tot Twelft Night; het intermezzo staat voor Windsor Great Park en de humoreske slaat waarschijnlijk op Sir John Falstaff.
Bainton gaf zelf de premières van deze miniaturen. De elegie en intermezzo vonden hun première op de Proms van 20 september 1919. De gehele suite volgde op 6 januari 1921 in Bournemouth.

## Samenstelling orkest
- 2 dwarsfluit met piccolo; hobo met althobo, 2 klarinetten, 2 fagotten;
- 4 hoorn, 3 trompetten, 3 trombones, 1 tuba
- pauken, klokkenspel, harp
- strijkinstrumenten

## Discografie en bron
- Uitgave Chandos: BBC Philharmonic o.l.v. Paul Daniel